# Iris noir
Iris noir – en anglais Black Iris – est un tableau de la peintre américaine Georgia O'Keeffe, une peinture à l'huile réalisée en 1926. L'œuvre est conservée au Metropolitan Museum of Art de New York, aux États-Unis.